# پنیاکی (استان اشوی‌داشکسیه)
پنیاکی (به لهستانی: Pniaki) یک منطقهٔ مسکونی در لهستان است که در گمینا ستسمین واقع شده‌است.